# Diocèse de Labrador City-Schefferville
Le diocèse de Labrador City-Schefferville était un diocèse de l'Église catholique au Canada. Il a été dissout en 2007 et son territoire a été réparti entre les diocèses d'Amos, de Baie-Comeau et de Corner Brook et du Labrador. L'ancienne cathédrale du diocèse est la basilique Notre-Dame-du-Perpétuel-Secours de Labrador City.

## Histoire
Le vicariat apostolique du Labrador a été érigé canoniquement le 13 juillet 1945. Il fut élevé au rang de diocèse le 13 juillet 1967 et adopta le nom de diocèse de Labrador-Schefferville. Il adopta le nom de diocèse de Labrador City-Schefferville le 27 avril 1987. Le diocèse fut dissout le 31 mai 2007. Son territoire fut réparti entre trois diocèses : le Nunavik fut agrégé au diocèse d'Amos, la Basse-Côte-Nord au diocèse de Baie-Comeau et le Labrador au diocèse de Corner Brook et du Labrador. Ce dernier adopta ce nom lors de l'ajout du Labrador à son territoire, il portait auparavant le nom de diocèse de Saint-George.

## Évêques et vicaire apostolique
- Lionel Scheffer (1946-1966)
- Henri Légaré (de) (1967-1972)
- Peter Alfred Sutton (de) (1974-1986)
- Henri Goudreault (1986-1996)
- David Douglas Crosby (1997-2007)

## Source
- (en) Cet article est partiellement ou en totalité issu de l’article de Wikipédia en anglais intitulé « Roman Catholic Diocese of Labrador City-Schefferville » (voir la liste des auteurs).